# شاهین فاطمی
شاهین فاطمی پژوهشگر، فعال سیاسی، رئیس دانشکده بازرگانی و اقتصاد دانشگاه آمریکایی پاریس، استاد دانشگاه پاریس و اقتصاددان ایرانی است. وی همچنین صاحب امتیاز و سردبیر نشریه ایران و جهان می‌باشد.

## زندگی
شاهین فاطمی فرزند فرج‌الله مصباح فاطمی (مصباح‌السلطان) در اصفهان زاده شد. خانواده او از سادات طباطبایی و از نوادگان قاضی نورالهدی نائینی بودند.
شاهین فاطمی ریاست بخش فوق لیسانس دانشگاه آمریکایی پاریس را بعهده دارد. رشته تدریس و سوژه تحقیقاتی وی اقتصاد و امور مالی بین‌المللی است. او در گذشته در دانشگاه‌های وست مینستر در لندن، دانشگاه ماستریخت در هلند و دانشگاه اکرون در آمریکا به عنوان استاد اقتصاد، تدریس کرده‌است. فاطمی برای پیشبرد کارهای تحقیقاتی خود موفق به دریافت کمک هزینه از موسسه ان.اس.اف. و همچنین یونسکو شده‌است.
شاهین فاطمی در تألیف و نگارش سه کتاب همکاری داشته و مقالاتی را نیز به رشته تحریر در آورده‌است و در حال حاضر به عنوان سردبیر نشریه رویوی بین‌المللی تجارت و اقتصاد (International Review of Business and Economics) و همچنین کیهان لندن با این نشریات همکاری می‌کند. فاطمی در پاریس، فرانسه زندگی می‌کند.
وی برادرزاده حسین فاطمی وزیر امور خارجه ایران در دولت محمد مصدق است. 

## منبع
- شورای عالی جنبش رفراندوم ایران info.60000000
- وب‌گاه رسمی
- پرفسور شاهین فاطمی عضو هیئت اُمنای بنیاد